# Werner Käß

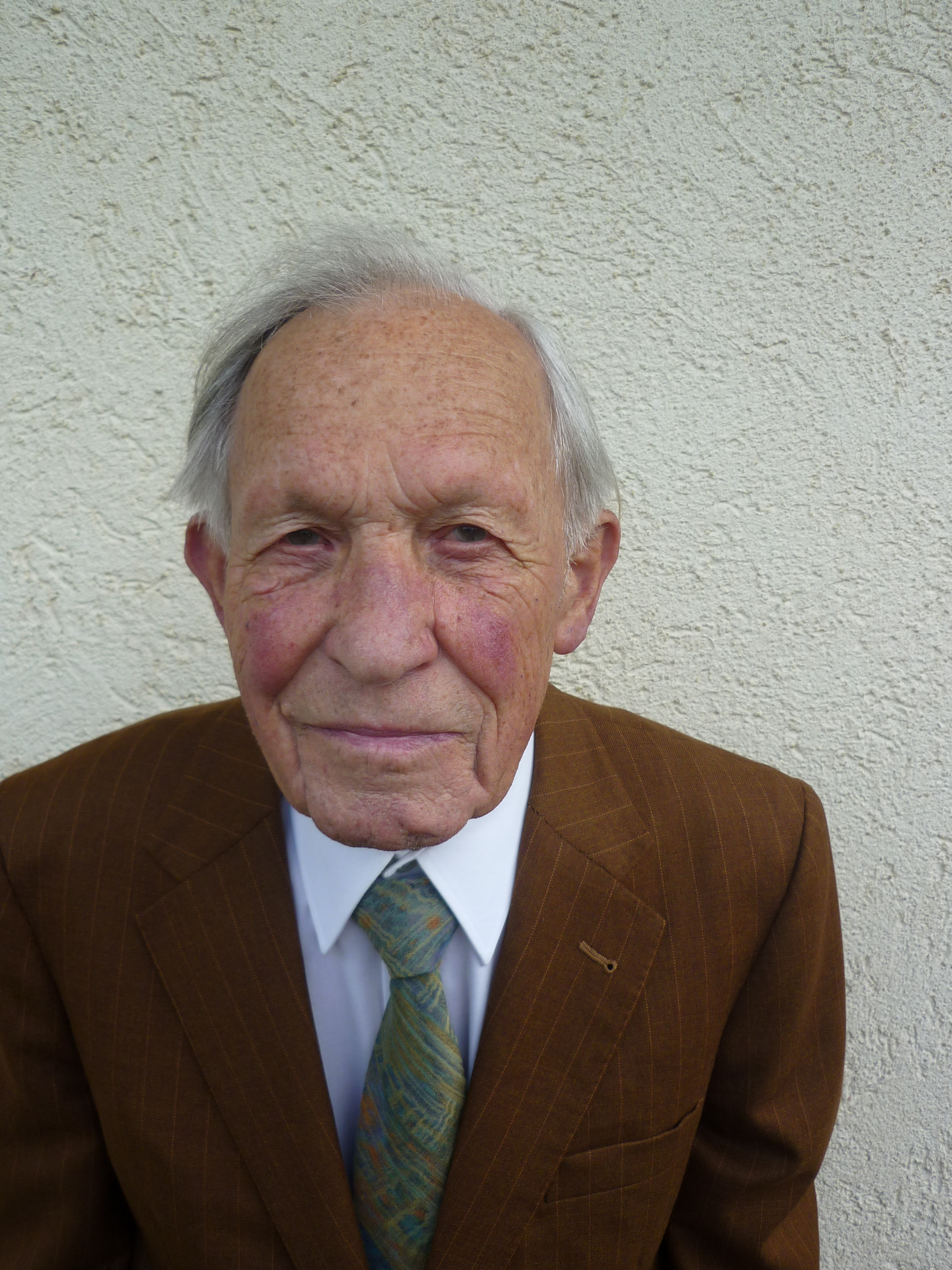
Werner Käß, 2016

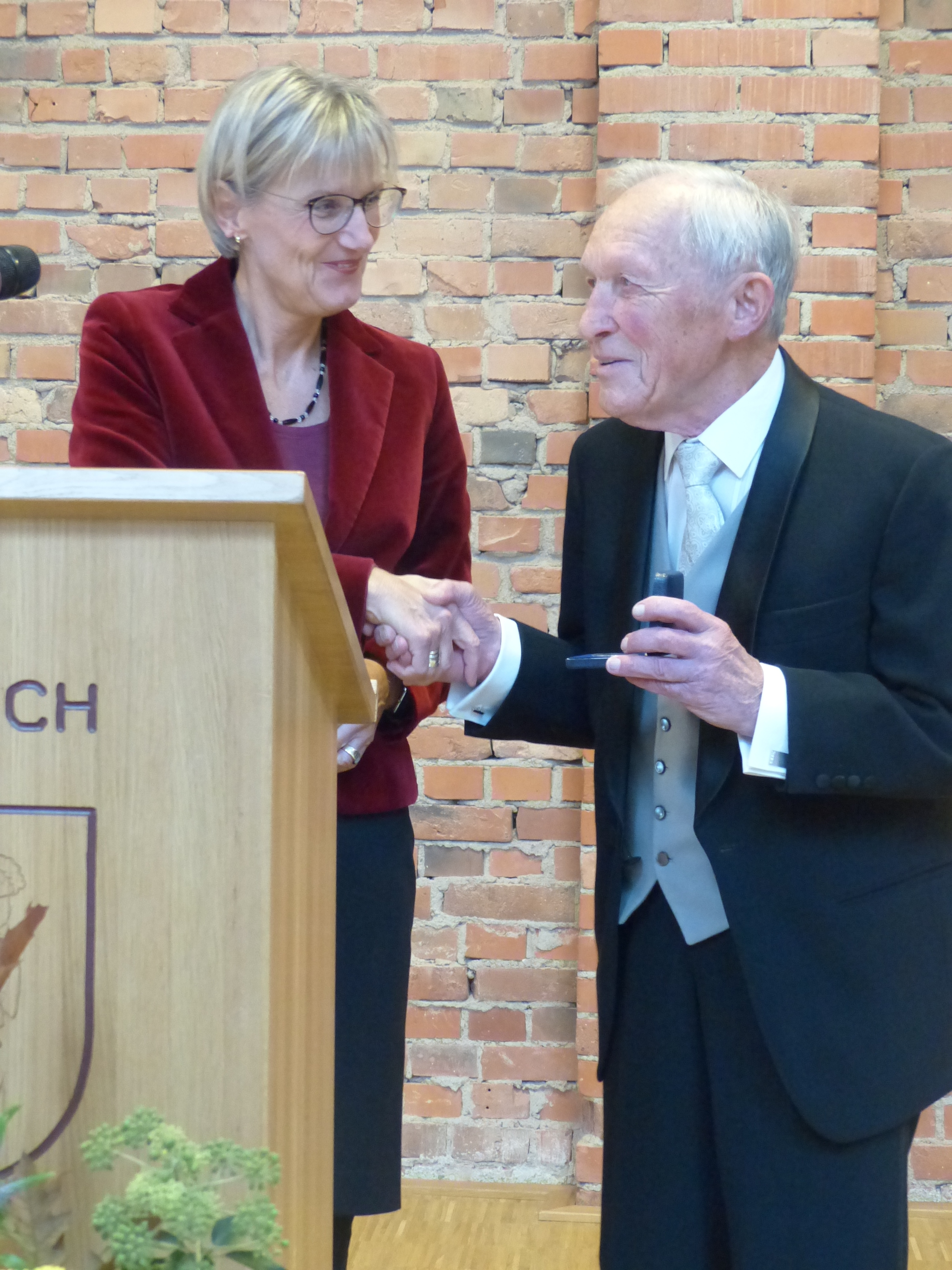
Werner Käß und die Landrätin Dorothea Störr-Ritter bei der Verleihung der Staufermedaille

Werner Käß (* 6. Juni 1924 in Stuttgart-Cannstatt; † 26. April 2022 in Freiburg) war ein deutscher Geologe.

## Leben
Nach Kriegsdienst an der Ostfront, Gefangenschaft und Abitur begann Werner Käß 1946 das Studium der Geologie an der Universität Stuttgart, das er 1954 mit der Dissertation abschloss. Im Laufe seines Berufslebens spezialisierte sich Werner Käß auf den Bereich der Hydrogeologie und hier besonders auf das Gebiet der Geohydrologischen Markierungstechnik, auch Tracertechnik genannt.
Nach der Promotion zum Dr. rer. nat. im Jahr 1954 begann das Berufsleben von Werner Käß mit einer Anstellung bei dem Erdölbohr- und -gewinnungsbetrieb Gewerkschaft Brigitta in Niedersachsen. 1957 wechselte er in das Geologische Landesamt Baden-Württemberg mit dem Sitz Freiburg im Breisgau. Er hatte dort die Aufgabe, das Geochemische Laboratorium einzurichten und das Referat „Geochemie“ zu besetzen. Nach und nach verlagerte sich sein Aufgabengebiet immer mehr in Richtung der Hydrogeologie, und hier besonders der „Grundwasserbeschaffenheit“ mit den Schwerpunkten Schadstoffe im Grundwasser, Markierungstechnik und Redoxpotentialmessungen.
Die Hydrogeologie, der sich der junge Werner Käß zuwandte, ist eine junge Wissenschaftsdisziplin. Sie steckte zur Zeit des Berufseintritts von Werner Käß noch in den Kinderschuhen. Aufgrund ernsthafter Verunreinigungsprobleme bei der Wasserversorgung begannen sich die Geologischen Ämter in den 1950er Jahren für den Lauf des Grundwassers und damit für die Ausbreitung von Verunreinigungen zu interessieren. Erst ab dieser Zeit wurden die wissenschaftlichen Methoden zur Quantifizierung und Bewertung hydrogeologischer Sachverhalte sowohl auf theoretischem wie auch auf experimentellem Gebiet entwickelt.
Ein wesentliches Werkzeug zur Untersuchung und zur qualitativen wie quantitativen Bewertung von Grundwasserfließsystemen sind Markierungsversuche mittels Tracertechniken. Diese Techniken existierten zu Beginn des Berufslebens von Werner Käß nur ansatzweise, und Werner Käß war Teil einer kleinen Gruppe, die diese Techniken nun aufbaute. Werner Käß besitzt in seinem Privathaus ein eigenes Analyselabor und richtete wenige Kilometer von seinem Wohnort Umkirch entfernt bei Merdingen ein eigenes Messfeld ein, mit dem er die von verschiedensten Seiten kommenden hydrogeologischen Fragestellungen konsequent wissenschaftlich durchprüfen konnte. Er hat seit den Anfängen der modernen Hydrogeologie, über sechs Jahrzehnte hinweg, Pionierarbeit in der Markierungstechnik geleistet und wurde damit einer der Väter der modernen Markierungshydrologie oder, auf Englisch, Tracerhydrologie. Die wichtigsten wissenschaftlichen Arbeiten von Werner Käß lagen dabei in den Bereichen: Einführung der Fluorimetrie als analytische Messtechnik, Einsatz von Uranin und anderen fluoreszierenden Stoffen als Tracer (Markierungsstoffe), Verwendung von fluoreszierend gefärbten Sporen oder Mikrokügelchen.
Nun war die Entwicklung von Methoden zur Analyse von Grundwasserfließsystemen nur der notwendige erster Schritt. Um die Grundwasserfließsysteme zu beschreiben, mussten sie in oft mühsamer und langwieriger Detailarbeit ausforscht werden. Werner Käß hat sich, mit seinen umfangreichen Grundwasseranalysen zur Charakterisierung von Trinkwasservorkommen, sowie zur Beschreibung der Schadstoffausbreitung in Grundwasserleitern, große Verdienste für den Grundwasserschutz besonders in Baden-Württemberg erworben.
Neben seinen Versuchs- und Forschungsprojekten unterrichtete Werner Käß seit 1968 an der Universität Freiburg. Als Anerkennung dafür wurde Werner Käß im Jahr 1988 von der Universität Freiburg habilitiert und im Jahr 1995 zum außerordentlichen Professor ernannt.
Nach seinem offiziellen Ruhestand nutzte Werner Käß die freiwerdende Zeit zu weiterer intensiver wissenschaftlicher Arbeit. Im Jahr 1992 brachte Werner Käß, im Rahmen einer Lehrbuchreihe über die Hydrogeologie, das Lehrbuch Geohydrologische Markierungstechnik heraus. Es gab für dieses Buch zwar 13 Ko-Autoren, aber den größten Teil des Buches hatte er selbst geschrieben. Dieses Buch war das erste Buch, das den gegenwärtigen Wissensstand der geohydrologischen Markierungstechnik in einem einzigen Werk zusammenfasste. Eine vergleichbare umfassende Darstellung der geohydrologischen Markierungstechnik existierte bis dahin, auch international, nicht. Es gab bis dahin nur Artikel in den verschiedensten wissenschaftlichen Veröffentlichungsbänden. Das Buch wurde von Werner Käß weiter überarbeitet, die überarbeitete Version wurde im Jahr 1998 ins Englische übersetzt, und sie wurde unter dem Titel Tracing Technique in Geohydrology zu einem internationalen Standardwerk der Markierungstechnik. Eine weitere überarbeitete Version des Buches erschien im Jahr 2004 als zweite deutsche Auflage.
Die Leistungen von Werner Käß in dem Bereich des Thermal- und Mineralwassers sind international weniger bekannt, aber in Deutschland ist er auch auf diesen Feldern eine Autorität mit mehreren Ehrungen. Um der deutschen Heilwasserlandschaft ein besseres wissenschaftliches Gerüst zu geben, veröffentlichte Werner Käß, als zweites Hauptwerk seines Ruhestands, die zweite deutsche Auflage des Deutschen Bäderbuches. Nachdem die erste Auflage des Buches aus dem Jahr 1907 seit langem nur noch historischen Wert besitzt, und eine neue Auflage schon lange anstand, machte sich Werner Käß schon in den 90er Jahren an die Arbeit, alle anerkannten deutschen Heilbäder von der wassertechnischen Seite darzustellen. Es wurde eine umfangreiche Arbeit. Neben den reinen Wasseranalysen wurden auch die geologischen Profilschnitte der Bäder und die Grundwasserläufe behandelt. Trotz der Mitarbeit von über 80 Ko-Autoren schrieb Werner Käß einen großen Teil des Buches selbst. Im Jahr 2008 konnte er, zusammen mit der Vereinigung für Bäder- und Klimakunde und seiner Ehefrau Hanna Käß als Ko-Autorin, ohne deren Mitarbeit die Arbeit nicht zu schaffen gewesen wäre, das neue Deutsche Bäderbuch herausbringen.
Auf die Frage, welchen Rat er der jüngeren Generation von Hydrogeologen geben könne, antwortete Werner Käß: „Man muss die Wissenschaft lieben und aufrichtig sein.“ Und dann weiter: „Wasser ist ein sehr wichtiges Element. Man muss es als eine Gabe des Himmels betrachten, als einen Schatz den man sauber halten muss und den man schätzen muss. Als Leiter eines Laboratoriums habe ich Tausende von Wasserproben erhalten. Für mich war jede Probe ein individueller Einzelfall, nicht einfach eine Nummer. Manchmal ging ich Kollegen auf die Nerven. Manche wollten den Härtegrad einer Wasserprobe wissen, nichts sonst. Das ist für mich als Wissenschaftler nicht ausreichend. Ich analysierte meine Wasserproben stets auf der Basis klarer methodologischer Betrachtungen. Dasselbe trifft, in einem weiteren Sinn, auf einen Hydrogeologen zu. Er hat seine Arbeit in der Weise zu verstehen, dass jedes Problem unterschiedlich ist und eine individuelle Lösung erfordert. Es gibt kein einfaches Rezept.“

## Veröffentlichungen
Die jahrzehntelange wissenschaftliche Arbeit von Werner Käß zeigt sich auch in der Anzahl der Veröffentlichungen. Werner Käß schrieb 86 Publikationen als alleiniger Autor und 58 Publikationen mit Ko-Autoren. In der Regel waren es Publikationen in Fachzeitschriften oder Beiträge in Fachbüchern. Im Jahr 1972 verfasste Werner Käß das Buch über Ölversickerung „Heizölversickerungsversuche in der Oberrheinebene“.
Seine wichtigsten und umfangreichsten Veröffentlichungen entstanden nach dem altershalben Ausscheiden aus dem Geologischen Landesamt Baden-Württemberg. Es sind das Lehrbuch der geohydrologischen Markierungstechnik, das inzwischen international als Referenzwerk gilt (1992) sowie das Deutsche Bäderbuch (2008). Im September 2020 schloss Käß seine Monographie über die Donauversickerung und den Aachtopf ab.
- Konkretionäre Phosphatanreicherungen in Südwestdeutschland. Dissertation Universität Stuttgart 1954.
- mit Joachim Bartz: Heizölversickerungsversuche in der Oberrheinebene (= Abhandlungen des Geologischen Landesamtes Baden-Württemberg Heft 7). Herder, Freiburg 1972.
- Hydrologische Markierungstechnik (= Lehrbuch der Hydrogeologie Band 9). 1992. 2. überarbeitete Auflage. Borntraeger, Berlin/Stuttgart 2004, ISBN 978-3-443-01050-8.
- mit Hanna Käß: Deutsches Bäderbuch. 2. Auflage, Schweizerbart, Stuttgart 2008, ISBN 978-3-510-65241-9.
- Das Donau-Aach-System. Die Versickerung der Oberen Donau zwischen Immendingen und Fridingen (Südwestdeutscher Jurakarst). (=Geologisches Jahrbuch, Reihe A, Heft 165) Schweizerbart, Stuttgart 2021, ISBN 978-3-510-96862-6.

## Auszeichnungen
- Werner Käß ist seit 8. Oktober 1996 Träger der Grünhut-Medaille der Vereinigung für Bäder- und Klimakunde.[10]
- Seit dem 7. Oktober 2011 besitzt Werner Käß die Ehrenmitgliedschaft der Österreichischen Vereinigung für Hydrogeologie.[11]
- In seiner Wohngemeinde Umkirch bei Freiburg i.Br. ist Werner Käß seit dem 17. Juni 2013 Ehrenmitglied des Fördervereins Umkircher Mühle.[12]
- Am 21. Oktober 2013 wurde Werner Käß Ehrenmitglied des Deutschen Heilbäderverbands.[13]
- Am 9. Mai 2015 durfte sich Werner Käß in das Goldene Buch der Marktgemeinde Bad Neualbenreuth eintragen.[14]
- Für seine Lebensleistung wurde Werner Käß am 28. Oktober 2015 mit der höchsten Auszeichnung des Landes Baden-Württemberg, der Staufermedaille, ausgezeichnet.[15]